# Transport for London
Transport for London (TfL) är den sekundärkommunala myndigheten som ansvarar för transport inom London.

## Historia
År 2000 skapades TfL som en del av Greater London Authority genom Greater London Authority Act 1999. Myndigheten tog över efter föregångaren London Regional Transport. Det dröjde dock till 2003 innan TfL tog över ansvaret för London Underground.

## Styrelse
Transport for London styrs av en styrelse som utses av Londons borgmästare; denne leder även själv styrelsen.

## Verksamhet
Transport for Londons verksamhet omfattar följande:
- London Underground
- London Overground
- Docklands Light Railway
- London Tramlink
- London River Services
- London Buses

### London Transport Museum
TfL driver och äger även London Transport Museum nära Covent Garden som ska återspegla Londontrafiken genom historien.